# Rasa de Vilatobà
La rasa de Vilatobà és un afluent per l'esquerra de la Ribera Salada que fa tot el seu recorregut al terme municipal de Castellar de la Ribera.
Neix al peu de la masia de Vilatobà que li dona el nom, a 742 m d'altitud. Agafa la direcció SE-NW que mantindrà duran els 3,5 km de recorregut per entre un bosc de pins. Uns 2 km després del seu naixement passa per sota el nucli de Castellar de la Ribera que s'aixeca dalt la carena del vessant dret de la vall. Davant per davant, rep per l'altra banda de la vall les aigües de la rasa de Trota i, 25 m. més avall, les de la rasa de la Batzuca (950 m de recorregut). Aboca les seves aigües a la Ribera Salada a 526 m d'altitud, poc abans que aquesta passi sota els ponts del molí de Querol.